# Лазерная указка

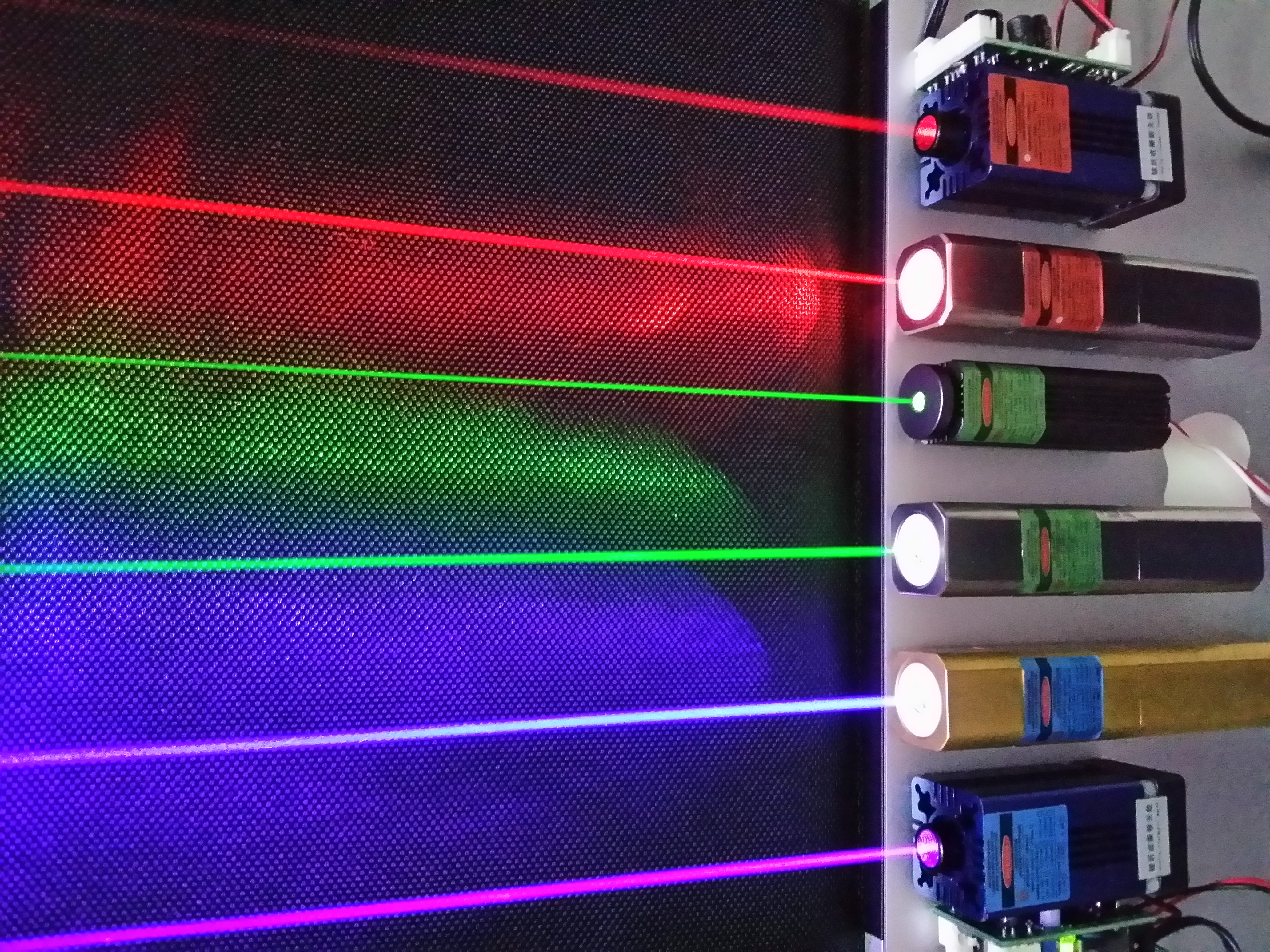
Лазерные указки

Ла́зерная ука́зка — портативный неизображающий оптический прибор, создающий узконаправленный луч. В большинстве случаев изготавливается на основе красного лазерного диода, который излучает в диапазоне 635—670 нм, и коллиматора — двояковыпуклой линзы для организации узконаправленного луча. Сходное устройство имеют более редкие синие и фиолетовые указки и пока (2016) ещё более редкие зелёные. До начала-середины 2010-х годов зелёные лазерные указки имели сложное строение и представляли собой твердотельный лазер с накачкой инфракрасным лазерным диодом и последующим нелинейным элементом для удвоения частоты. До появления лазерных диодов выпускались световые указатели состоящие из осветителя и коллиматора-прожектора.
Наиболее распространены красные лазерные указки мощностью до 1-20 мВт, несколько реже встречаются указки до 100—200 мВт. Наиболее мощные серийно производимые указки: красная — до 1 Вт и синие — до 7 Вт, зелёные — до 3 Вт.

Лазерная указка
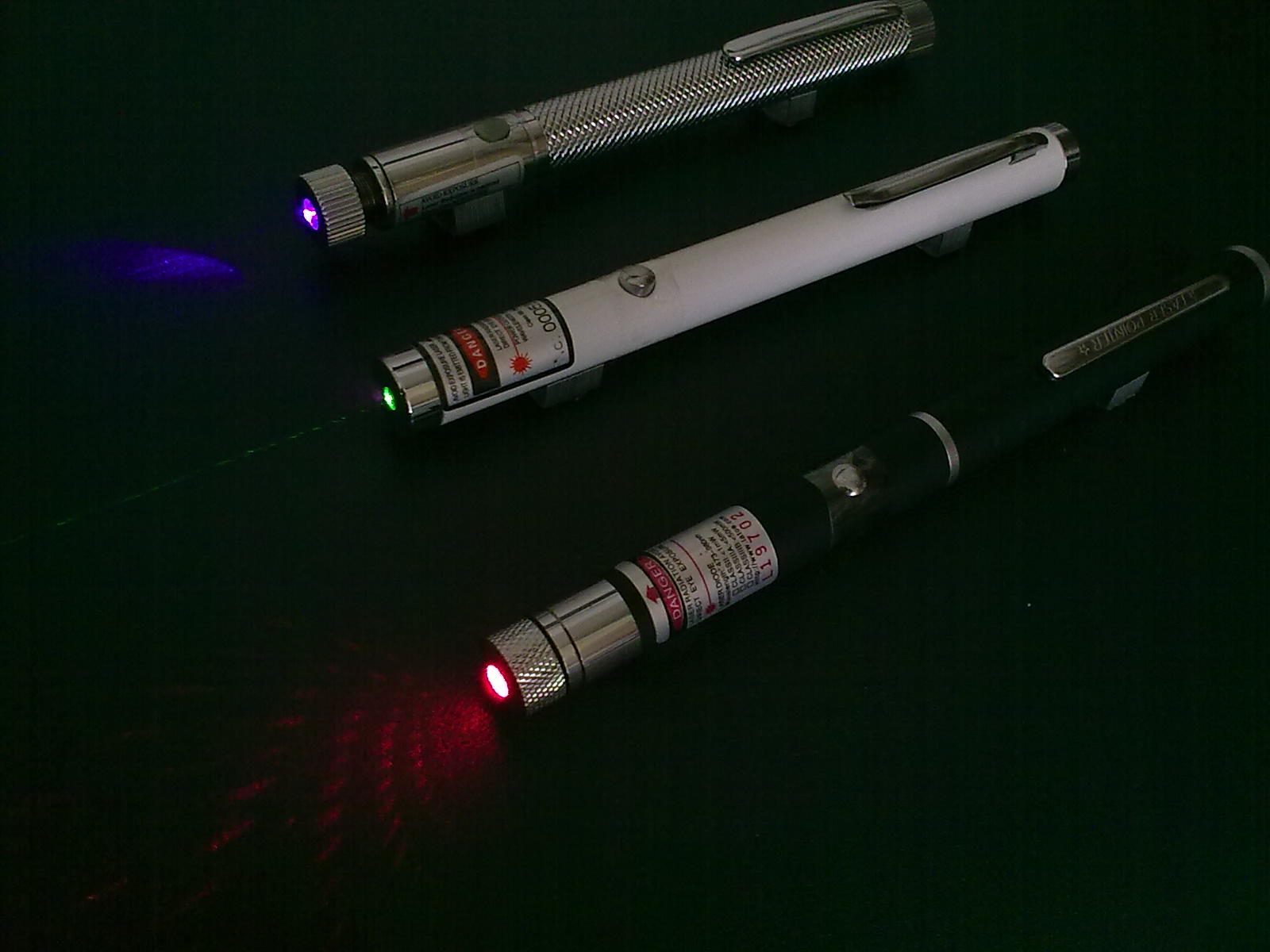
RGB-лазерная указка
- Демонстрация RGB-указки
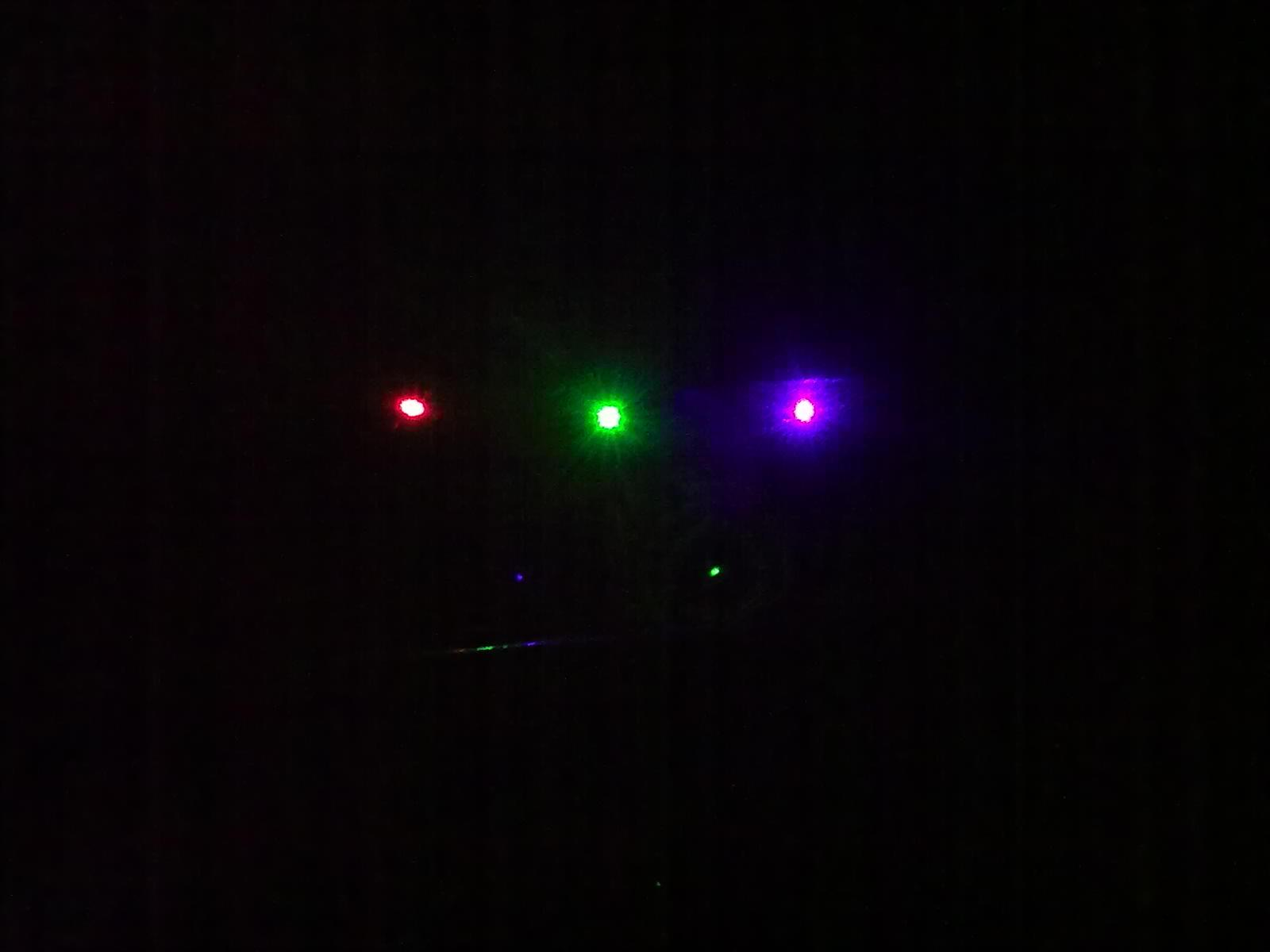
Лазерные точки
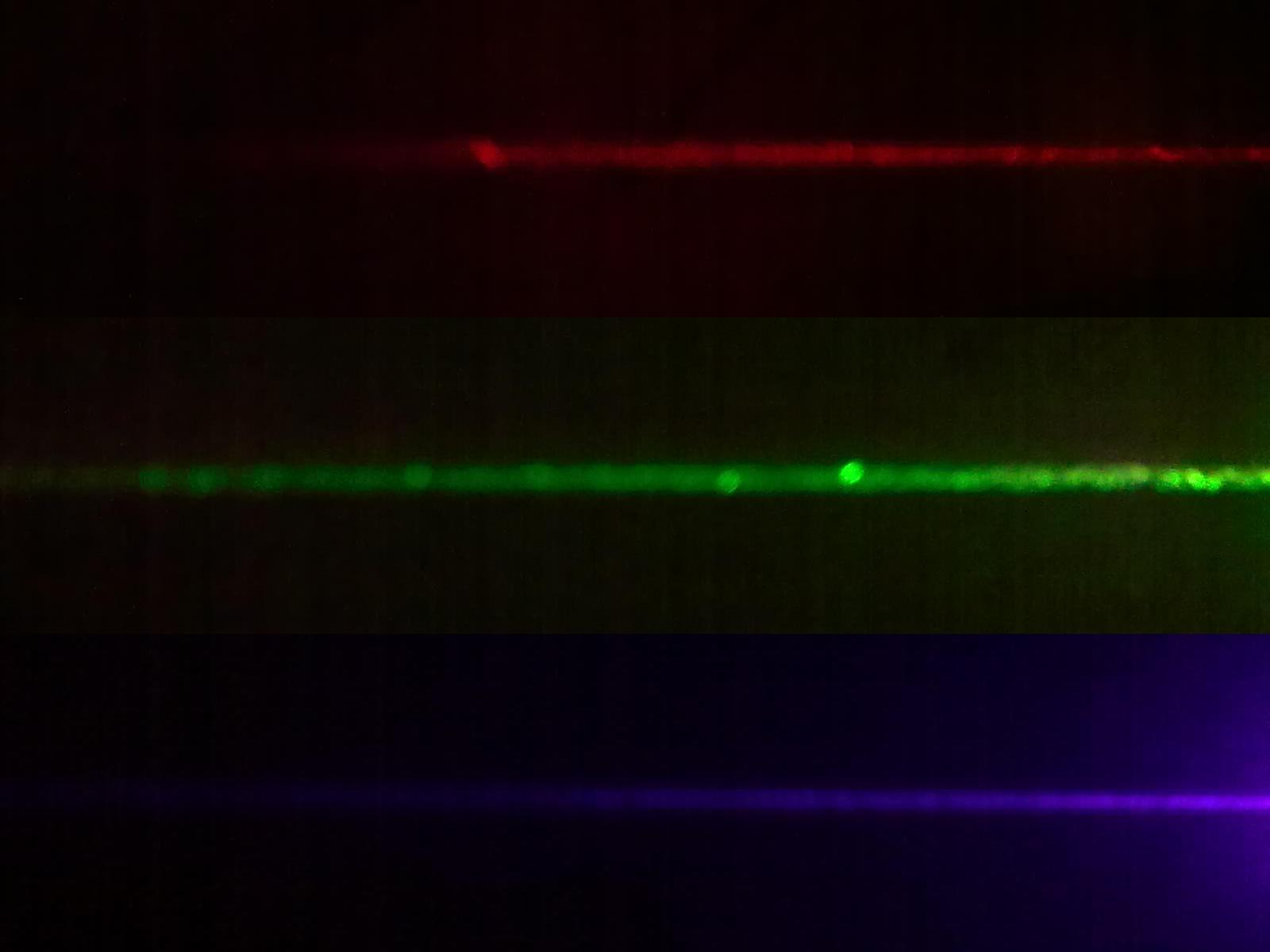
Лазерный луч

## Типы лазерных указок

Устройство лазерной указки

Ранние модели лазерных указок использовали гелий-неоновые (HeNe) газовые лазеры и излучали в диапазоне 633 нм. Они имели мощность не более 1 мВт и были очень громоздкими и дорогими. Сейчас лазерные указки, как правило, используют менее дорогие красные диоды с длиной волны 650—670 нм. Указки чуть подороже используют оранжево-красные диоды с λ=635 нм, которые делают их более яркими для глаз, так как человеческий глаз видит свет с λ=635 нм лучше, чем свет с λ=670 нм. Производятся и лазерные указки других цветов; например, зелёная указка с λ=532 нм — хорошая альтернатива красной с λ=635 нм, поскольку человеческий глаз приблизительно в несколько раз чувствительнее к зелёному свету по сравнению с красным. В последнее время появились в продаже жёлто-оранжевые указки с λ=593,5 нм и синие лазерные указки с λ=450-473 нм.

### Красные лазерные указки
Самый распространённый тип лазерных указок. В этих указках используется лазерные диоды с коллиматором. Мощность варьируется приблизительно от одного милливатта до ватта. Маломощные указки в форм-факторе брелока питаются от маленьких батареек-«таблеток» и на апрель 2012 года стоят порядка 1—5 долларов США. Мощные красные указки (длина волны 650—660 нм) мощностью от нескольких сотен милливатт до ватта, способные зажигать хорошо поглощающие излучение материалы, стоят порядка 50—500 $.
Более редкие красные лазерные указки используют твердотельный лазер с диодной накачкой (англ. Diode-pumped solid-state laser, DPSS) и работают на длине волны 671 нм. Отличаются от указок на лазерном диоде круглым сечением луча (у обычной лазерной указки луч уплощён вследствие астигматизма резонатора лазерного диода).

### Оранжевые лазерные указки (593,5 нм)
В оранжевых лазерных указках используется твердотельный лазер с диодной накачкой, излучающий одновременно две линии: 1064 нм и 1342 нм. Это излучение попадает в нелинейный кристалл, который поглощает фотоны этих двух линий и излучает фотоны 593,5 нм (суммарная энергия 1064 и 1342 нм фотонов равна энергии фотона 593,5 нм). КПД таких оранжевых лазеров составляет около 1 %.

### Зелёные лазерные указки (510—530 нм)
Появившиеся около 2010 зеленые лазерные диоды (Direct Green Laser Diodes на базе InGaN) были вначале очень дороги для изготовления указок, но ситуация меняется. К началу 2017 многие производители предпочитают изготавливать указки на основе лазерного диода[уточнить]. Конструкция указки становится намного проще, стабилизация параметров луча, если это важно, тоже упрощается.
Зелёный лазер может иметь длину волны в диапазоне 510—530 нм, что находится вблизи максимума чувствительности сумеречного зрения человеческого глаза. Поэтому в темноте он кажется ярче. Принципиальных отличий от указки с красным лазерным диодом нет.

### Зелёные лазерные указки с использованием DPSS (532 нм)

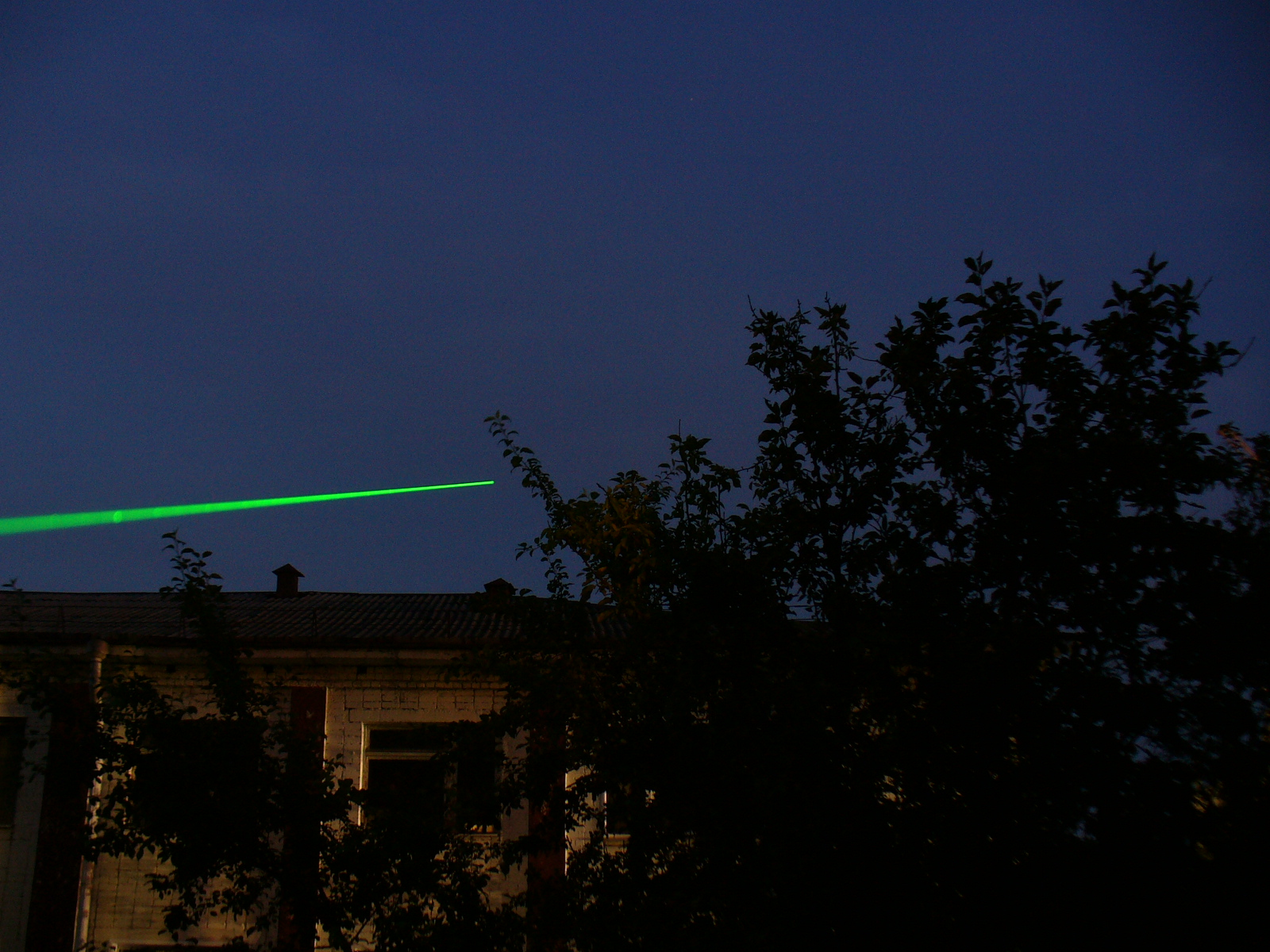
Луч лазерной указки в 100 мВт, направленный в ночное небо

Зелёные лазерные указки начали продаваться в 2000 году. Самый распространённый тип твердотельных с диодной накачкой (DPSS) лазеров. Лазерные диоды зелёного цвета до недавнего времени не производились, поэтому используется сложная оптическая схема, которая значительно усложняет и удорожает изделия.
Зачастую дешевые зеленые DPSS лазерные указки имеют недостаточно качественную систему фильтрации ИК-лазерного излучения (оно может быть в десятки раз мощнее, чем заявленная мощность в зелёном цвете) и представляют опасность для здоровья.
Сначала мощным (обычно 200—1000 мВт) инфракрасным лазерным диодом с λ=808 нм накачивается кристалл ортованадата иттрия, легированный неодимом (Nd:YVO4), где излучение преобразуется в 1064 нм. Потом, проходя через кристалл титанила-фосфата калия (KTiOPO4, сокращённо KTP), частота излучения удваивается (1064 нм → 532нм) и получается видимый зелёный свет. Генерация и вывод зелёного излучения обеспечиваются зеркалами, одно из которых полностью отражает излучение с длиной волны 1064 и 532 нм и полностью пропускает излучение накачки 808 нм, а другое полностью отражает излучение 1064 нм, но полностью пропускает 532 нм. Частично отражается и излучение накачки.
В большинстве современных зелёных лазерных указок кристаллы ванадата иттрия и KTP вместе с зеркалами резонатора объединены в так называемый «микрочип» — склейку из двух кристаллов с напылёнными на грани зеркалами. Для генерации лазерного излучения достаточно сфокусировать внутри кристалла Nd:YVO4 излучение лазерного диода накачки.
КПД схемы сильно зависит от мощности накачки и может достигать не более 20 %. Кроме зелёного света, такой лазер излучает значительную мощность в ИК на длинах волн 808 и 1064 нм, поэтому в таких указках обязательно нужно устанавливать инфракрасный фильтр (IR-фильтр), чтобы убрать остатки ИК-излучения и избежать повреждения зрения. В недорогих вариантах зелёных указок такой фильтр могут не устанавливать, в таком случае даже указка с мощностью 1-5 мВт представляет серьёзную опасность для зрения, так как мощность ИК-излучения может достигать десятков милливатт. Излучение 1064 нм сфокусировано почти так же хорошо, как и зелёное и представляет опасность при попадании в глаз даже на большой дистанции, тогда как излучение накачки 808 нм сильно расфокусировано и не сконцентрировано вдоль луча, представляя опасность на расстоянии до нескольких метров.
Стоит отметить высокое энергопотребление зелёных лазеров — потребляемый ток достигает сотен миллиампер. Так как эффективность генерации и удвоения с ростом мощности накачки быстро возрастает, увеличение выходной мощности с 5 до 100 мВт требует повышения потребляемого тока лишь примерно в два раза.
Малые размеры зелёной лазерной указки не позволяют установить в них систему стабилизации температуры лазерного диода и активных сред. Особенно сильное влияние температура оказывает на длину волны, излучаемую лазерным диодом, что приводит к уходу её с максимума линии поглощения неодима и падению выходной мощности. Это приводит к тому, что такие указки нестабильно работают при изменении температуры. Частично этот недостаток устраняется путём стабилизации мощности излучения на выходе лазера. Для этого на выходе устанавливают светоделитель (роль которого исполняет ИК-фильтр, от которого отражается часть излучения) и фотодиод, и вводят отрицательную обратную связь. Недостатком такого решения является возможность выхода из строя лазерного диода при значительном отклонении температуры, при котором система стабилизации, компенсируя падение выходной мощности, вынуждена значительно поднять ток через него.

### Голубые лазерные указки (473 нм)
Данные лазерные указки появились в 2006 году и имеют схожий с зелёными лазерными указками принцип работы. 473-нм свет обычно получают путём удвоения частоты 946-нм лазерного излучения. Для получения 946 нм используется кристалл алюмо-иттриевого граната с добавками неодима (Nd:YAG).

### Синие лазерные указки (445 нм)
В этих лазерных указках свет излучается мощным синим лазерным диодом в 1-5 Вт. Большинство подобных указок относится к 4-му классу лазерной опасности и представляет очень серьёзную опасность для глаз и кожи как непосредственно, так и в виде рассеянного поверхностью излучения.
Активное распространение синие указки получили в связи с серийным выпуском мощных лазерных диодов, в основном для компактных LED-проекторов, например Casio Slim.

### Фиолетовые лазерные указки (405 нм)
Свет в фиолетовых указках генерируется лазерным диодом, излучающим луч с длиной волны 405 нм. Эти лазеры используются в проигрывателях для записи Blu-ray Disc. Длина волны 405 нм находится на границе диапазона, воспринимаемого человеческим зрением и поэтому лазерное излучение таких указок кажется тусклым. Однако, свет указки вызывает флюоресценцию некоторых предметов, на которые он направлен, яркость которой для глаза выше, чем яркость самого лазера. Даже самые маломощные из них чрезвычайно опасны для кожи и глаз.
Фиолетовые лазерные указки появились сразу после появления Blu-ray-приводов, в связи с началом массового производства лазерных диодов на 405 нм.

## Использование лазерных указок

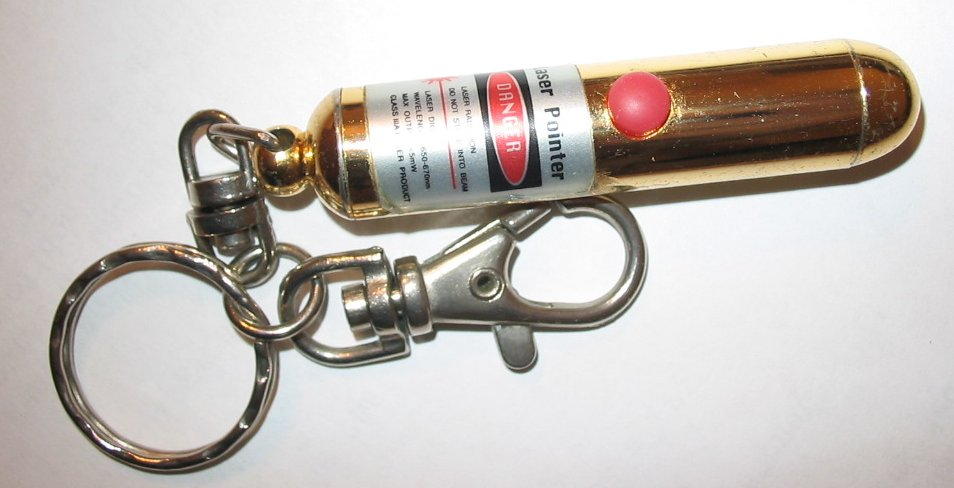
Лазерная указка-брелок — наиболее распространённый вариант, используемый в бытовых целях

- Лазерные указки обычно используются в образовательных учреждениях и на бизнес-презентациях вместо обычных указок. Бывают встроены в ПДУ проекторов или компьютерные ПДУ для презентаций. Красные лазерные указки могут использоваться в помещениях и вечером на открытых пространствах. Зелёные лазерные указки могут использоваться в тех же условиях, но они, в отличие от красных, хорошо видны на улице днём и на дальних расстояниях. Единственным недостатком лазерных указок при указывании на цель являются рывки точки, так как человеческая рука не может долго находиться в неподвижном состоянии из-за тремора.
- Световое пятно, образуемое лазерной указкой, привлекает кошек, собак и других домашних животных, вызывая сильное стремление поймать его, что нередко используется людьми в играх с этими домашними животными. Однако, зелёные лазерные указки из-за значительно большей яркости луча могут пугать животное. Не следует также забывать, что луч лазерной указки, направленный в глаза человека или животного, может повредить сетчатку.
- Зелёные лазерные указки могут использоваться для любительской астрономии. В безлунную ночь луч зелёной лазерной указки может использоваться для указывания на звезды и созвездия. Также лазерная указка может использоваться для юстировки телескопов и для исследования формы поверхностей зеркал телескопов (как теневым методом, так и интерферометрически).
- Точно установленная лазерная указка может использоваться как лазерный целеуказатель, чтобы нацелить огнестрельное или пневматическое оружие.
- Лазерные указки используют в своих конструкциях радиолюбители в качестве элемента связи в пределах видимости.
- Красная указка со снятым коллиматором используется в любительской голографии. Это одно из немногих применений лазера в быту, где используется именно наиболее ценное свойство лазера, в корне отличающее его от светодиода — когерентность излучения. Не все лазерные указки обладают достаточной когерентностью, поэтому может потребоваться выбор подходящего экземпляра и подбор тока лазерного диода. Когерентность можно оценить в домашних условиях, например, наблюдая интерференцию с помощью плоскопараллельной стеклянной пластины толщиной 1-2 см.
- В лабораторной практике лазерная указка (особенно зелёная) является весьма полезным инструментом, имеющим множество применений — в частности, она может быть использована для обнаружения в жидкости, газе или любом прозрачном веществе (например, оптическом стекле) малого количества механических примесей или взвесей, незаметного невооружённому глазу. Зелёная, а в особенности, синяя или фиолетовая указки в сочетании с подходящим светофильтром, не пропускающим её излучение, позволяют визуально обнаружить слабую флюоресценцию, например, связанную с загрязнением поверхности органическими веществами.
- Лазерная указка как источник узконаправленного когерентного света может быть использована на школьных уроках физики для демонстрации наглядных опытов по оптике: отражение и преломление света, дифракция и интерференция, флюоресценция (с зелёной или синей указкой), световоды и тому подобное.

## Безопасность
Лазерное излучение опасно при попадании в глаза.
Обычные лазерные указки имеют мощность 1-5 мВт и относятся к классу опасности 2 — 3А и могут представлять опасность, если направлять луч в человеческий глаз достаточно продолжительное время или через оптические приборы. Лазерные указки мощностью 50-300 мВт относятся к классу 3B и способны причинить сильные повреждения сетчатке глаза даже при кратковременном попадании прямого лазерного луча, а также зеркально или диффузно отражённого. Даже маломощные зеленые DPSS указки используют внутри гораздо более мощные ИК-лазеры и зачастую не обеспечивают достаточной фильтрации ИК-излучения. Подобное излучение невидимо и из-за этого более опасно для зрения человека и животных.
В лучшем случае лазерные указки оказывают только раздражающее воздействие. Но последствия будут опасными, если луч попадает в чей-то глаз или направлен в водителя или пилота и может отвлечь их или даже ослепить. В ряде стран это может повлечь за собой уголовную ответственность. Так, в 2015 г. житель США был приговорён к тюремному заключению на 21 месяц за кратковременное ослепление лётчика полицейского вертолёта лазерной указкой. В 2017 году в Германии за аналогичные действия 22-летний житель Германии был осужден на полтора года тюрьмы.
Всё более многочисленные «лазерные инциденты» вызывают в России, Канаде, США и Великобритании требования ограничить или запретить лазерные указки. Уже сейчас в Новом Южном Уэльсе предусмотрен штраф за обладание лазерной указкой, а за «лазерное нападение» — срок лишения свободы до 14 лет. До 2004 года в США было зарегистрировано 400 случаев ослепления пилотов лазерными указками, при этом из-за их повсеместного распространения только в 2016-м Федеральное управление гражданской авиации США зафиксировала 7398 случаев. В Австралии и Великобритании запрещена продажа лазерных указок мощнее 1 мВт, в США — мощнее 5 мВт. 
Использование лазерных указок запрещено правилами безопасности на футбольных стадионах ФИФА. Одним из примеров применения этого запрета стал штраф в 50 000 швейцарских франков, наложенный на Алжирскую федерацию футбола за направление болельщиками лазерной указки на вратаря сборной России Игоря Акинфеева и другие нарушения в матче Алжир — Россия на ЧМ-2014.